# Rally de Montecarlo de 1973
El Rally de Montecarlo de 1973 fue la 42.ª edición y la primera ronda de la temporada inaugural del Campeonato Mundial de Rally, convirtiéndose así en el primer evento de dicho certamen. Se celebró entre el 19 y el 29 de enero de 1973 y al igual que en ediciones anteriores se disputó sobre asfalto con presencia de nieve y hielo. Las características del rally mantuvieron el viejo formato de la prueba monegasca, con una primera etapa con un recorrido de concentración, donde los pilotos partían de diferentes puntos de Europa con destino Montecarlo y una segunda etapa donde se disputaban los tramos contra el crono.
En el tramo Burzet se produjo un caos: la carretera había sido bloqueada por una tormenta de nieve antes del comienzo, pero los organizadores decidieron que la etapa se corriese. Algunos equipos lograron atravesarlo hasta que terminó siendo atascado por un banco de nieve y los participantes que llegaron más tarde se apelotonaron creando un atasco masivo, con lo que fueron penalizados. Los espectadores creyeron que el rally se había suspendido, intentaron salir del tramo. Dichos equipos a disgusto con la organización decidieron alzar la voz y bloquear los tramos, incluso la policía tuvo que intervenir para evitar problemas mayores, pero finalmente la prueba continuó.

## Inicio
Esta edición del rally de Montecarlo dio comienzo en diferentes ciudades europeas:
- Almería

## Itinerario
- El rally constaba, además del recorrido de concentración, de dieciocho tramos[4] con un total de 456 km cronometrados, de cuales solo se recorrieron 420 km, debido a la suspensión de los tramos diez y once.

| Día             | Tramo | Hora  | Nombre                            | Distancia | Ganador                                 | Tiempo    | Veloc. media | Rally líder         |
| --------------- | ----- | ----- | --------------------------------- | --------- | --------------------------------------- | --------- | ------------ | ------------------- |
| 1 (21 de enero) | 1     | 15:00 | Col du Corobin                    | 17,00 km  | Sandro Munari Hannu Mikkola             | 13:29     | 75,65 km/h   | Sandro Munari       |
| 2 (23 de enero) | 2     | 10:36 | Pont des Miolans                  | 26,00 km  | Jean-Claude Andruet Jean-Luc Thérier    | 19:13     | 81,18 km/h   | Hannu Mikkola       |
| 2 (23 de enero) | 3     | 13:49 | Laborel                           | 20,00 km  | Hannu Mikkola                           | 15:45     | 76,19 km/h   | Hannu Mikkola       |
| 2 (23 de enero) | 4     | 17:11 | Burzet                            | 50,00 km  | Jean-Claude Andruet                     | 38:10     | 78,80 km/h   | Jean-Claude Andruet |
| 2 (23 de enero) | 5     | 19:22 | Le Moulinon                       | 38,00 km  | Bernard Darniche                        | 27:46     | 82,11 km/h   | Jean-Claude Andruet |
| 2 (23 de enero) | 6     | 21:46 | Saint-Bonnet-le-Froid             | 20,00 km  | Sandro Munari                           | 14:51     | 80,81 km/u   | Jean-Claude Andruet |
| 2 (23 de enero) | 7     | 23:55 | Saint-Jean-en-Royan               | 36,00 km  | Jean-Claude Andruet                     | 27:37     | 78,21 km/h   | Jean-Claude Andruet |
| 3 (24 de enero) | 8     | 3:28  | Saint-Barthélémy                  | 40,00 km  | Bernard Darniche                        | 30:55     | 77,63 km/h   | Jean-Claude Andruet |
| 3 (24 de enero) | 9     | 6:14  | Savines                           | 20,00 km  | Bernard Darniche                        | 14:43     | 81,54 km/h   | Jean-Claude Andruet |
| 3 (24 de enero) | 10    | 11:10 | Col de la Porte                   | 18,25 km  | Cancelado                               | Cancelado | Cancelado    | Jean-Claude Andruet |
| 3 (24 de enero) | 11    | 11:31 | La Cabanette                      | 18,25 km  | Cancelado                               | Cancelado | Cancelado    | Jean-Claude Andruet |
| 4 (25 de enero) | 12    | 19:00 | Col de la Madone - Col Banquettes | 18,00 km  | Ove Andersson                           | 15:22     | 70,28 km/h   | Jean-Claude Andruet |
| 4 (25 de enero) | 13    | 20:13 | Le Moulinet - La Bollène          | 23,00 km  | Harry Källström                         | 21.50     | 63,21 km/u   | Jean-Claude Andruet |
| 4 (25 de enero) | 14    | 21:27 | Saint-Saveur - Beuil 1            | 24,00 km  | Timo Mäkinen                            | 18:40     | 77,14 km/h   | Jean-Claude Andruet |
| 4 (25 de enero) | 15    | 23:56 | La Bollène - Le Moulinet 1        | 23,00 km  | Jean-François Piot                      | 21:34     | 63,99 km/u   | Ove Andersson       |
| 5 (26 de enero) | 16    | 2:33  | Saint-Sauveur - Beuil 2           | 24,00 km  | Jean-Claude Andruet Jean-Pierre Nicolas | 18:24     | 78,26 km/h   | Ove Andersson       |
| 5 (26 de enero) | 17    | 5:02  | La Bollène - Le Moulinet 2        | 23,00 km  | Timo Mäkinen                            | 21:26     | 64,39 km/h   | Jean-Claude Andruet |
| 5 (26 de enero) | 18    | 6:20  | Col Banquettes - Col de la Madone | 18,00 km  | Jean-Claude Andruet                     | 15:11     | 71,13 km/h   | Jean-Claude Andruet |

## Clasificación final
- El primer año del campeonato del mundo, solo se disputaba el Título de Constructores, por lo que solo el piloto mejor clasificado de cada marca sumaba puntos para el campeonato, y solo se tenían en cuenta los nueve mejores.
- El ganador de la general fue Jean-Claude Andruet, hecho que lo convirtió en el primer piloto en ganar una prueba del campeonato del mundo. En el podio estuvo acompañado de Ove Andersson y Jean-Pierre Nicolas, los tres pilotando un Alpine-Renault A110 1800.[5]
- La copiloto francesa Michele Petit, que corría con Jean-Claude Andruet, se convirtió en la primera mujer en subir a un podio del Campeonato del Mundo.
- De 278 inscritos, finalizaron 51.

| Pos. | Piloto              | Copiloto              | Automóvil                  | Tiempo  | Puntos |
| ---- | ------------------- | --------------------- | -------------------------- | ------- | ------ |
| 1.   | Jean-Claude Andruet | Michele Petit         | Alpine-Renault A110 1800   | 5:42.04 | 20     |
| 2.   | Ove Andersson       | Jean Todt             | Alpine-Renault A110 1800   | 5:42.30 |        |
| 3.   | Jean-Pierre Nicolas | Michel Vial           | Alpine-Renault A110 1800   | 5:43.39 |        |
| 4.   | Hannu Mikkola       | Jim Porter            | Ford Escort RS1600         | 5:44.29 | 10     |
| 5.   | Jean-Luc Thérier    | Marcel Callawaert     | Alpine-Renault A110 1800   | 5:46.01 |        |
| 6.   | Jean-Francois Piot  | Jean-Louis Marnat     | Alpine-Renault A110 1800   | 5:46.02 |        |
| 7.   | Raffaele Pinto      | Arnaldo Bernacchini   | Fiat Abarth 124 Rallye     | 5:52.14 | 4      |
| 8.   | Harry Källström     | Claes Billstam        | Lancia Fulvia 1.6 Coupé HF | 5:52.15 | 3      |
| 9.   | Tony Fall           | Mike Wood             | Datsun 240Z                | 5:55.47 | 2      |
| 10.  | Bernard Darniche    | Alain Mahe            | Alpine-Renault A110 1800   | 5:57.08 |        |
| 11.  | Timo Mäkinen        | Henry Liddon          | Ford Escort RS1600         | 5:57.51 |        |
| 12.  | Lillebror Nasenius  | Bjorn Cederberg       | Opel Ascona A              | 6:02.36 |        |
| 13.  | Anders Kulläng      | Claes-Goran Andersson | Opel Ascona A              | 6:05.37 |        |
| 14.  | Bob Wollek          | Pierre Thimonier      | Alpine-Renault A110 1800   | 6:06.37 |        |
| 15.  | Jean Ragnotti       | Jacques Jaubert       | Renault 12 Gordini         | 6:10.57 |        |
| 16.  | Chris Sclater       | John Davenport        | Ford Escort RS1600         | 6:11.20 |        |
| 17.  | Reinhard Hainbach   | Wulf Biebinger        | BMW 2002 TI                | 6:11.31 |        |
| 18.  | Rauno Aaltonen      | Paul Easter           | Datsun 240Z                | 6:14.43 |        |
| 19.  | Gérard Larrousse    | Christian Delferrier  | Alfa Romeo 2000GTV         | 6:15.33 |        |
| 20.  | Patrick Tambay      | Gerard Marion         | Renault 12 Gordini         | 6:18.22 |        |
| 21.  | Bernard Fiorentino  | Maurice Gelin         | Simca Rallye 2             | 6:19.08 |        |
| 22.  | Jacques Henry       | Dominique Thiry       | Alpine-Renault A110 1800   | 6:21.25 |        |

## Campeonato de Constructores
- Así quedaba el campeonato tras la celebración del Rally de Montecarlo.

| Pos. | Constructor    | MON | SWE | POR | SFR | MAR | GRC | POL | FIN | AUS | SRM | USA | GBR | FRA | Puntos |
| ---- | -------------- | --- | --- | --- | --- | --- | --- | --- | --- | --- | --- | --- | --- | --- | ------ |
| 1    | Alpine-Renault | 20  |     |     |     |     |     |     |     |     |     |     |     |     | 20     |
| 2    | Ford           | 10  |     |     |     |     |     |     |     |     |     |     |     |     | 10     |
| 3    | Fiat           | 4   |     |     |     |     |     |     |     |     |     |     |     |     | 4      |
| 4    | Lancia         | 3   |     |     |     |     |     |     |     |     |     |     |     |     | 3      |
| 5    | Datsun         | 2   |     |     |     |     |     |     |     |     |     |     |     |     | 2      |